# المؤتمر الوطني للمبادرة الديمقراطية
المؤتمر الوطني للمبادرة الديمقراطية (بالفرنسية: Congrès national d'initiative démocratique) هو حزب سياسي في مالي، تأسس عام 1990 بقيادة مونتاجا تال.
في أول انتخابات رئاسية بعد الانتقال إلى الديمقراطية، أجريت في عام 1992، حصل مونتاجا تال على 11.41٪ من الأصوات وحصل على المركز الثالث.
في عام 1995، غادرت مجموعة من المسلحين بقيادة تيبيلي درامي الحزب لبدء حزب التجديد الوطني.
قاطعالحزب مع أحزاب معارضة أخرى الانتخابات الرئاسية التي أجريت في 11 مايو 1997. كما قاطع الانتخابات البرلمانية في يوليو 1997.
في عام 2002، حصل مونتاجا تال على 3.77 ٪ في الجولة الأولى من الانتخابات الرئاسية. في الانتخابات البرلمانية التي أجريت في 14 يوليو 2002، فاز الحزب بـ 13 مقعدًا من أصل 147 مقعدًا في الجمعية الوطنية كجزء من ائتلاف أمل 2002.
دعم الحزب الرئيس الحالي أحمد توماني توري في الانتخابات الرئاسية في أبريل 2007. في الانتخابات البرلمانية في يوليو 2007، فاز الحزب، وهو جزء من التحالف للديمقراطية والتقدم، بسبعة مقاعد من أصل 147 مقعدًا.
في كانون الثاني (يناير) 2008، كان الحزب في خضم نزاع بين كبار قادته: تال، رئيسه، ونديي باه، أمينه العام (وكذلك وزير الحرف والسياحة في الحكومة). وفقًا لباه، كان تال يرغب في الترشح كمرشح رئاسي للحزب لعام 2007، لكن الآخرين في الحزب عارضوا ذلك، معتقدين أنه من مصلحة الحزب دعم توري. تم تعليق كل من تال وباه من اللجنة التوجيهية للحزب من قبل مؤيدي منافسهم، وزعم كلاهما أن قرارات التعليق ضدهما اتخذتها مجموعات صغيرة محيطة بمنافسهما. وانتقد باه تال بزعم أنه يعتبر الحزب «ملكه الخاص».